# Ulica Starowiejska w Katowicach
Ulica Starowiejska w Katowicach − jedna z ulic w katowickiej dzielnicy Śródmieście. Ulica rozpoczyna swój bieg od skrzyżowania z ulicą Warszawską. Biegnie około 140 metrów do ulicy Francuskiej.

## Opis

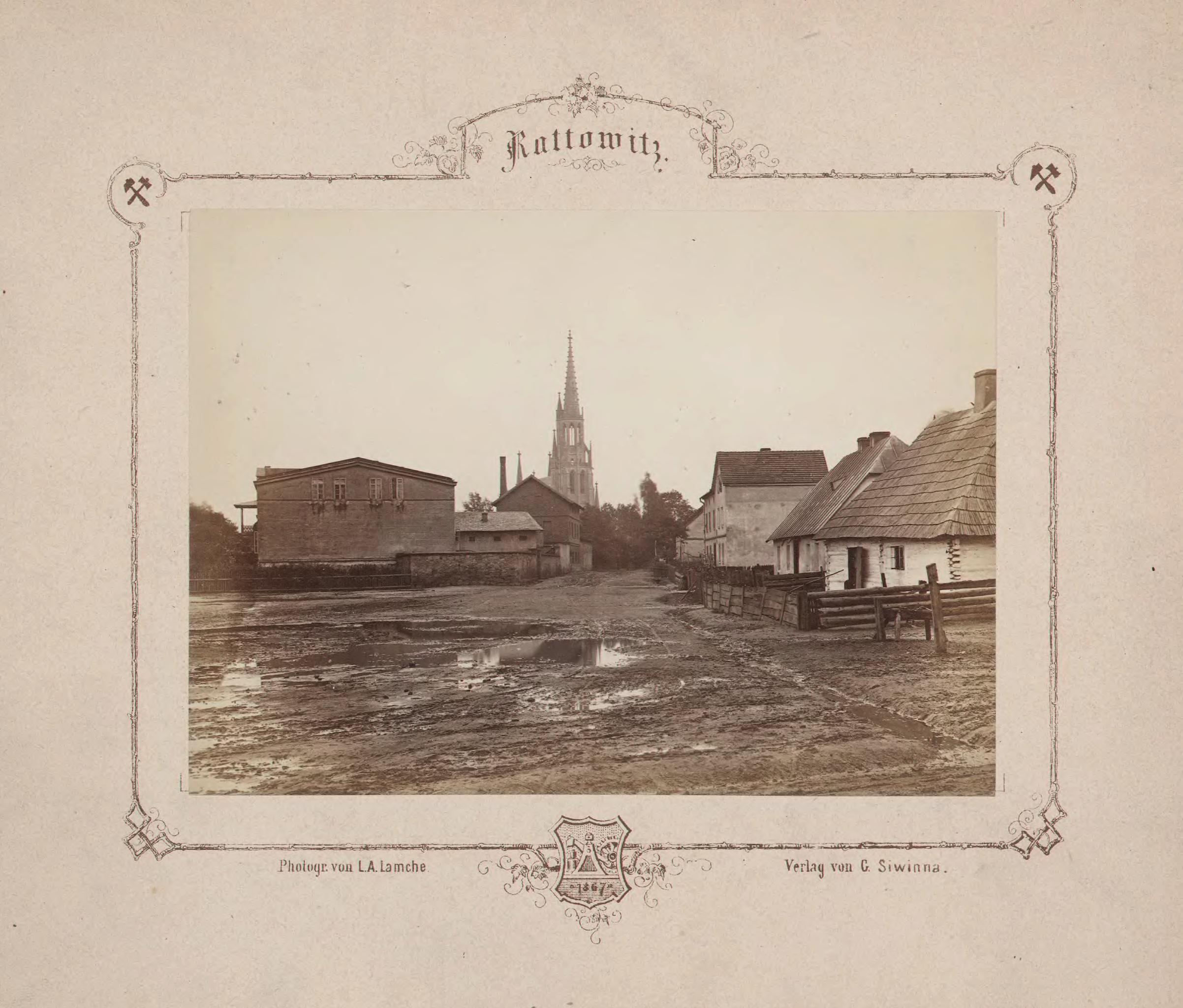
dzisiejsza ul. Starowiejska około 1872

Centrum dawnej wsi Katowice wykształciło się w końcu XVI wieku. Był to układ ulicowy, z czego wschodni odcinek głównej drogi wiejskiej zachował się do dzisiaj w przebiegu ul. Starowiejskiej. Droga ta została zaznaczona na mapie Katowic z 1823 i z 1862. Dzisiejszy przebieg ulicy jest reliktem historycznego traktu wschód-zachód (ul. Staromiejska i ul. Starowiejska). Drogę zaczęto regulować w 1856.
W okresie Rzeszy Niemieckiej (do 1922) i w latach niemieckiej okupacji Polski (1939−1945) ulica nosiła nazwę Alte Dorfstraße. W latach międzywojennych 1922−1939 i ponownie od 1945 ul. Starowiejska. W dwudziestoleciu międzywojennym przy ulicy pod numerem 11 funkcjonował hotel "Pod Złotą Gwiazdą".
W 2008 ulicę przebudowano. Została wymieniona nawierzchnia.
Przy ulicy Starowiejskiej znajdują się następujące historyczne obiekty:
- kamienica mieszkalna (ul. Starowiejska 2);
- kamienica mieszkalna (ul. Starowiejska 5);
- kamienica mieszkalna (ul. Starowiejska 9);
- dawna kamienica mieszkalna (ul. Starowiejska 11), wybudowana na początku XX wieku w stylu modernistycznym;
- narożna kamienica mieszkalna (ul. Starowiejska 13, róg z ul. Francuską).

Droga ma długość 136 m i 903 m² powierzchni. Przy ul. Starowiejskiej swoją siedzibę posiadają przedsiębiorstwa wielobranżowe oraz oddział Związku Nauczycielstwa Polskiego.